# Прокуратура Польши
Прокурату́ра По́льши (пол. Prokuratura w Polsce) — правоохранительный орган в Польше, выполняющий также функции государственного обвинения.

## Структура
В современную структуру прокуратуры входят:
- Генеральный прокурор[пол.] (Prokurator Generalny);
- Краевой прокурор и заместители Генерального прокурора (Prokurator Krajowy i pozostali zastępcy Prokuratora Generalnego);
- Иные прокуроры;
- Прокуроры Института национальной памяти.

3 марта 2016 года вступили в силу поправки в законодательство о прокуратуре. Были объединены прокуратура и министерство юстиции, воссоздана Государственная прокуратура вместо Генеральной прокуратуры, также созданы вместо апелляционных региональные прокуратуры. Поправками также были ликвидированы остатки военных прокуратур.